# Matrimonio y moral
Matrimonio y moral (Marriage and Morals, en su título original en inglés) es un ensayo escrito por el filósofo, matemático y premio nobel británico Bertrand Russell en 1929. El libro aborda las relaciones amorosas y sexuales proponiendo una nueva moral sexual supeditada exclusivamente a la felicidad humana, y opuesta a la moral victoriana, y el puritanismo preponderantes en la sociedad occidental de la época.

## Estructura
El ensayo consta de veinte capítulos, el primero de los cuales conforma una introducción, más una conclusión final.
En los primeros aborda Russell las relaciones humanas y maritales desde una perspectiva prehistórica e histórica, analizando los modelos patriarcales y matriarcales en diferentes épocas y lugares del mundo. La obra continúa abordando la ética cristiana respecto del sexo, el amor romántico y la liberación de la mujer como catalizador de un cambio moral respecto al matrimonio y las relaciones interpersonales. Se abordan también el tabú de la instrucción sexual, la prostitución y la pornografía.
Sigue un análisis del concepto de familia desde las ópticas social, individual y psicológica, así como la relación entre familia y Estado. Defiende después la legalización del divorcio, prohibido en muchas jurisdicciones de la época y de la actualidad. Y finaliza la obra con capítulos dedicados al problema de la población, la defensa de la educación sexual y los métodos anticonceptivos, una reflexión sobre la eugenesia y el lugar del sexo entre los valores humanos.

## Ideas esenciales de la obra
En Matrimonio y moral Russell plantea una nueva ética sexual y critica con firmeza las tesis de los moralistas de su época, que propugnan la virtud en la continencia sexual, condenan las relaciones extramaritales y denuestan los métodos anticonceptivos y todo trato sexual ajeno a la institución matrimonial. Aboga por una mejora de la educación sexual entre todas las capas sociales, y filosofa sobre la progresiva sustitución del rol de padre de familia por parte del Estado. Sobre este último asunto, explica Russell cómo atribuciones clásicamente patriarcales tales como la potestad sobre la educación de su prole y el sostenimiento alimenticio de los hijos son cada vez más ocupadas, en los países avanzados, por el Estado. Esto conllevaría a un nuevo modelo social matriarcal donde la importancia de la figura paterna se diluye y, en el extremo, la familia estaría compuesta por la mujer, los hijos y un Estado garante de su educación y mínimos económicos vitales.
Para Russell este desplazamiento de la figura paterna sucede de manera más acusada en las clases sociales más bajas, mientras que en las clases pudientes el vaciado de la figura paternal sucede más lentamente.
El ensayo ancla la tradicional condena de las relaciones extramatrimoniales de los marcos morales vigentes en la necesidad de las sociedades patriarcales ancestrales de obtener certidumbre sobre la paternidad de sus hijos y en el ascetismo primitivo que promueve la negación de los placeres como camino de rectitud. Para Russell, una educación sexual adecuada y la promoción de los métodos anticonceptivos tornan obsoleto lo primero, mientras que lo segundo ha sido ya superado por la decadencia de la tradición ascética. Defiende entonces la libre sexualidad entre adultos consintientes, casados o no, y liberados de una ética sexual que considera superada, anclada en la superstición y en un cristianismo primitivo malinterpretado y que el libro reanaliza desde las primeras cartas de San Pablo. El autor ataca a los moralistas convencionales que reducen el sexo al acto sexual, y considera que el impulso sexual humano tiene una fundamentación psicológica que solo se satisface plenamente mediante la seducción, el amor y el disfrute de la mutua compañía. En Matrimonio y moral La libertad sexual es una libertad de amar en su sentido más amplio, y que ni el matrimonio ni la moral deben limitar salvo en lo tocante a la salvaguarda de la protección de los hijos.
La nueva moralidad russeliana debe sustentarse en un matrimonio basado en el amor mutuo entre el hombre y la mujer, que abarque la personalidad completa de ambos y produzca una fusión de la que ambos salgan enriquecidos y fortalecidos, afirma en la conclusión de la obra, aceptando la infidelidad conyugal como un hecho natural resultante de un amor que no puede fundarse en el temor, las prohibiciones y la mutua coerción de la libertad.
Para el autor, la conducta sexual importa a la colectividad solamente cuando hay hijos de por medio, situación que ha de ser regulada para la protección del vulnerable y el mantenimiento de un orden social básico. El amor sin hijos debe ser libre, sostiene Russell, tras abordar en detalle la evolución histórica del amor romántico y el problema de los celos como una reacción emocional —y, por tanto, irracional— anclada más en la tradición y la doctrina religiosa milenaria que en el objetivo declarado de servir a la feliz plenitud de hombres y mujeres.
En cuanto a la autoridad reguladora, Russell deja entrever en Matrimonio y moral otra de las ideas esenciales de su pensamiento: la necesidad de un gobierno mundial con capacidad  legislativa, ejecutiva y judicial  para  regular  asuntos de interés común a  toda  la  humanidad,  y  en  particular para impedir la instrumentalización de la sexualidad humana como método para la competencia militar de la naciones a través de la procreación. Recuerda esta idea a la postulada posteriormente por Marvin Harris y otros sobre la presión demográfica y la competencia por los recursos naturales como uno de los desencadenantes de las guerras.
En cuanto a las dinámicas demográficas producidas por las dispares tasas de nacimientos en el mundo, el autor se apoya en los demógrafos de su siglo para pronosticar que el mundo occidental será sumergido por el oriental, es decir, por Rusia, China y el Japón, si bien recoge que la industrialización de estas naciones, al contraer la natalidad, puede retrasar o revertir esta tendencia. Cita también Russell —en esta obra publicada en 1929— la americanización del mundo, y de Europa en particular, criticando la degradación del concepto de alegría que el American way of life supone frente a otras tradiciones.
También filosofa la obra en que la paulatina estatalización de la familia conducirá a recompensas pecuniarias a los padres convenientes, anticipando el concepto de cheque bebé y otros incentivos a la natalidad implantados décadas después en varios Estados.
Matrimonio y moral aborda también la cuestión de la emancipación de la mujer, y pronostica acertadamente la aceleración de este fenómeno. Según la tesis del autor, la sujeción de la mujer a lo largo de la historia reciente se ha fundamentado básicamente en los celos masculinos y en una restricción de tipo socioeconómico, impuesta a lo largo de generaciones, por los padres celosos de garantizar su paternidad sobre sus herederos.

## Recepción
El libro fue recibido primero con aceptación y después denostado como inmoral e iconoclasta. En vida, y en parte por su liberalismo antagónico al conservadurismo de la época, estas ideas le valieron a Bertrand Russell la expulsión como profesor de las universidades de Cambridge, de Chicago y del City College de Nueva York.
Matrimonio y moral es hoy en día aceptada como uno de los ensayos más notables del casi centenar escrito por Russell, y según el autor, la causa última del Premio Nobel de Literatura que le fue concedido en 1950, según recoge con sorna en su autobiografía:

Cuando a finales de 1950 me llamaron para acudir a Estocolmo a recibir el Premio Nobel —y, para mi sorpresa, de Literatura, por mi libro Matrimonio y moral— reaccioné con recelo, pues recordé que justo 300 años antes Descartes había sido llamado a Escandinavia en invierno por la Reina Cristina de Suecia y murió congelado.

La Fundación Nobel, sin embargo, no adujo una obra en particular en su justificación del galardón y basó el mérito en sus variados y significativos escritos en los que lidera unos ideales humanitarios y de libertad de pensamiento.